# Phalaenopsis kunstleri
Phalaenopsis kunstleri Hook.f., 1890 è una pianta della famiglia delle Orchidacee originaria del Sudest asiatico.

## Descrizione
È un'orchidea di media taglia, a comportamento epifita, come tutte le specie del genere Phalaenopsis a crescita monopodiale. Presenta un corto fusto, avvolto da 2-4 foglie a forma da oblungo-ellittica a obovato-ellittica, con apice acuto. La fioritura avviene normalmente in autunno, mediante un'infiorescenza racemosa o paniculata che aggetta lateralmente, sub-eretta e ricurva, lunga in media da 40 centimetri, portante da pochi a molti fiori. Questi sono grandi da 4 a 5 centimetri, si aprono a 2 o 3 per volta e sono di colore giallo carico variegato di marroncino sia in petali e sepali, che sono di forma strettamente lanceolata, che nel labello (molto piccolo in rapporto alle dimensioni del fiore).
È molto simile a Phalaenopsis fuscata, dalla quale si distingue solamente per la colonna (ginandrio) più tozza e lunga circa la metà.

## Distribuzione e habitat
La specie è originaria del Myanmar e della penisola malese
Cresce epifita sugli alberi di boschi planiziali umidi, a basse quote.

## Coltivazione
Questa pianta è bene coltivata in panieri appesi, su supporto di sughero oppure su felci arboree e richiede in coltura esposizione all'ombra, temendo la luce diretta del sole, con temperature calde nel periodo della fioritura da raffreddare decisamente nella fase di riposo vegetativo.